# 太陽活動領域

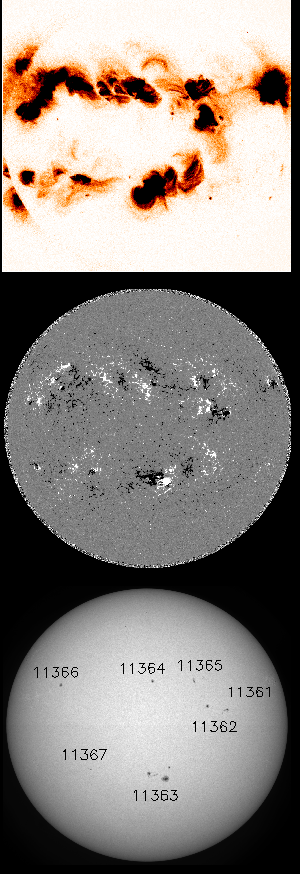
2011年12月5日の太陽画像（上段：X線画像［Hinode/XRT］、中段：光球面磁場分布［SDO/HMI］、下段：光球面画像［SDO/AIA］）。X線画像では黒色が明るい領域を示す。光球面磁場分布では、白色が正極、黒色が負極を示す。光球面（可視光）画像における数字は、その近傍に位置する活動領域を示す。

太陽活動領域（たいようかつどうりょういき、英: solar active regions）は、太陽フレアなどが発生する、コロナ中の局所的な発光領域である。
コロナは100万度以上の高温プラズマによって構成されているため、太陽活動領域はX線および極紫外線画像において容易に認識される。
狭義には、アメリカ海洋大気庁 (National Oceanic and Atmospheric Administration, NOAA)によって番号付けされた領域を意味する。これらは、NOAA Active Region XXXX (XXXXには4桁あるいは5桁の番号が入る)と表記される。省略してNOAA AR XXXX、AR XXXXとも表記される。より詳細な定義については、NOAAの用語集を参照のこと。

いくつかのサイトでは、太陽の各種最新画像、活動領域番号をまとめている（例、Solarmonitor.org）。

## 太陽活動領域の実体
太陽活動領域の実体、あるいは物理的な構成要素は、局所的な強い太陽磁場である。
この太陽磁場は、光球面を通じて太陽内部からコロナ中に伸びている。
太陽フレアやコロナなど、他の太陽活動に関する項でも書かれているように、
太陽放射以外の、彩層・コロナでの突発的なエネルギー解放現象は太陽磁場に起因する。
X線および極紫外線画像中の発光領域と、
光球面の磁場分布を比較すれば、これらが対応している事が分かる。

## 太陽活動領域と黒点
太陽活動領域と黒点の位置関係については、「黒点上空には太陽活動領域が存在するが、太陽活動領域の下層に必ず黒点が存在するわけではない」と考えられる。この事に関する主要な理由は、
太陽活動領域と黒点は、いずれも局所的な太陽磁場によって構成されているが、小規模な太陽磁場では黒点が形成されない、

からである。
図に見られるように、個々の黒点の大きさは異なる。X線画像に見られる小さな太陽活動領域には、黒点は存在しない。